# Washington Township (comté de Cass, Iowa)
Pour les articles homonymes, voir Washington Township.
Washington Township est un township, du comté de Cass en Iowa, aux États-Unis,.

## Source de la traduction
- (en) Cet article est partiellement ou en totalité issu de l’article de Wikipédia en anglais intitulé « Washington Township, Cass County, Iowa » (voir la liste des auteurs).